# Астыровка
Астыровка — село в Горьковском районе Омской области. Административный центр Астыровского сельского поселения.

## История
Основано в 1894 году. В 1928 году село Гумашки состояло из 250 хозяйств, основное население — белорусы. В административном отношении являлось центром Астыровского сельсовета Иконниковского района Омского округа Сибирского края.

## Население
| 2002 | 2010 | 2021 |
| ---- | ---- | ---- |
| 917  | ↘788 | ↗820 |

## Улицы
| - ул. 30 лет Победы, - ул. 8 Марта, - ул. 9 Мая, | - ул. Зелёная, - ул. Комсомольская, - ул. Новая, | - ул. Озёрная, - ул. Рабочая, - ул. Садовая. |